# ناقصة شجيرية
ناقصة شجيرية (الاسم العلمي:Amorpha fruticosa) هي نوع نباتي يتبع جنس الناقصة من فصيلة البقولية.